# AlternativaGames
AlternativaGames (ранее AlternativaPlatform) — независимая студия-разработчик многопользовательских онлайн-игр и приложений.
Во флагманский проект AlternativaGames, «Танки Онлайн», ежемесячно играет более 3,5 миллионов человек из 50 стран мира. Продукт признан самой популярной браузерной игрой 2013 и 2014 года в России. Помимо «Танков Онлайн», студия занимается созданием мобильных игр.
Студия разработала графический движок Alternativa3D (позволяющий работать с трёхмерной графикой и физикой на Flash), физический движок AlternativaPhysics, библиотеку AlternativaGUI и высокопроизводительную серверную часть AlternativaCore, которые позволяют создавать браузерные игры, приложения для социальных сетей, промопроекты и демонстрации.

## История
История компании AlternativaGames началась в 2006 году, когда веб-студия «Группа товарищей» начала работу над игрой «Альтернатива» (онлайн-симулятор реальной жизни, работающий на Flash). В процессе был разработан движок Alternativa3D.
Движок получил высокую оценку профессионального сообщества, в частности, награды в номинациях «3D» и «Техническая заслуга» на Russian Flash Awards 2008.
Для участия в конференции Adobe Max 2008 студия подготовила несколько демонстрационных роликов и прототипов игр, созданных с использованием собственных технологий. Одной из них были «Танки» — прототип трёхмерного онлайн-экшена, который привлёк внимание широких масс.
Неожиданно именно проект «Танки» привлек внимание не только профессионального сообщества, но и широких масс интернет-аудитории.
В мае 2009 года началось закрытое бета-тестирование «Танков Онлайн», а в начале июня проект перешёл в состояние открытого тестирования.

## Проекты

### «Танки Онлайн»
Ключевой проект компании — многопользовательский браузерный 3D-action «Танки Онлайн». Это первая в мире трёхмерная браузерная игра, созданная на Flash. Была запущена в июне 2009 года. В августе 2017 года общее количество регистраций в проекте превысило 120 миллионов.

### «Tanki X»
Ремейк «Танков онлайн» на движке Unity3D с обновлённой графикой, физикой и интерфейсом. Первые упоминания о проекте появились в 2013 году, а в марте 2016 года игра вышла в общий релиз. После нескольких лет разработки, не завоевав широкой популярности, игра была закрыта в начале января 2020 года.

### «King Hardcore»
Многопользовательский арена-шутер. Первый мобильный проект компании, представленный широкой публике. Закрыт с 14 февраля 2020 года.

## Награды
| КРИ - 2011 — «Лучшая технология» за движок Танки Онлайн - 2009 — «Лучшая технология» за игру «Танки Онлайн» - 2009 — «Лучшая игра без издателя» за игру «Танки Онлайн» | RFA - 2010 — «Техническая заслуга» за движок Alternativa3D - 2009 — «Техническая заслуга» за игру «Танки Онлайн» - 2009 — «Игра» за Игру про ёлку - 2008 — «Техническая заслуга» за движок Alternativa3D - 2008 — «3D» за движок Alternativa3D | Премия Рунета - 2014 — «Игра Рунета» за игру «Танки Онлайн» в номинации «Народный лидер» - 2013 — «Игра Рунета» за игру «Танки Онлайн» в номинации «Народный лидер» |

## Конференции
| Участник конференций: - AgileDays 2013 Moscow - E3 - КРИ 2011 - iTSea 2011 - Casual Connect Kyiv 2011 - КРИ 2010 - RAFPUG 2010 - Adobe MAX 2010 - КРИ 2009 - iTSea 2009 - RAFPUG 2009 - Adobe MAX 2008 | Участник и спонсор конференций: - Adobe MAX 2011 - GDC Europe 2011 - Flash Gamm — AlternativaGames ежегодно является активным участником и спонсором конференции |